# William Amherst
Pour les articles homonymes, voir Amherst.
William Amherst (1732-1781) est un militaire britannique. En 1753, il embrasse une carrière militaire, sur les traces de son frère aîné, le renommé Jeffery Amherst.

## Guerre de Sept Ans
En novembre 1759, William Amherst est nommé lieutenant-colonel. Il est présent à Montréal en 1760 lors de la capitulation des troupes françaises.
En 1762, il est choisi par son frère, Jeffery Amherst, pour commander les forces britanniques chargées de reprendre l'île de Terre-Neuve alors aux mains des Français.
Peu après avoir débarqué dans l'île (le 13 septembre 1762), ses troupes remportent la bataille de Signal Hill. Trois jours plus tard, le fort de Saint-Jean redevient britannique.